# Ayyalonia dimentmani
Ayyalonia dimentmani ist eine in der israelischen Ajalon-Höhle endemische Art der Pseudoskorpione.

## Entdeckung
Die Ajalon-Höhle befindet sich in einem Kalksteinbruch etwa vier Kilometer südöstlich der Stadt Ramla, etwa 24 Kilometer vom Mittelmeer entfernt im israelischen Zentralbezirk. Im März 2006 wurde bei Arbeiten mit einem Bulldozer ein Eingang zur Höhle freigelegt. In der Höhle fanden hinzugezogene Wissenschaftler acht neue Arten von Wirbellosen, darunter Ayyalonia dimentmani.

## Merkmale
Ayyalonia dimentmani ist ein augenloser Pseudoskorpion von hellbrauner bis gelblich-weißer Farbe und etwa 2,6 bis 2,8 Millimetern Gesamtlänge, von der etwa 1,6 bis 1,7 Millimeter auf den Körper entfallen. Der Art fehlt das Epistom, ein kleiner Fortsatz des Cephalothorax oberhalb des Mundes. Auf der Chela sitzen keine chemosensorischen Setae.

## Systematik und Taxonomie
Aufgrund der festgestellten morphologischen Unterschiede zu den bislang beschriebenen Pseudoskorpionen der Familie Chthoniidae, wurde Ayyalonia dimentmani in die gleichfalls neue Tribus Ayyaloniini gestellt. Die anderen beiden Triben der Chthoniidae sind die Chthoniini und die Tyrannochthoniini.
Zur wissenschaftlichen Bestimmung der Art dienten acht von Israel Na’aman im Juni 2006 in der Ajalon-Höhle gesammelte und konservierte Tiere, jeweils vier männliche und weibliche Exemplare. Die untersuchten Tiere stammten aus den Sammlungen des Instituts für Zoologie der Universität Belgrad und der Hebräischen Universität von Jerusalem. Der Holotyp ist ein weibliches Tier, als Allotyp für die Beschreibung der Tribus wurde ein männliches Tier herangezogen, die übrigen sechs Exemplare sind Paratypen.
Mit dem Namen der Gattung wurde auf die Ajalon-Höhle als Typuslokalität Bezug genommen, die wiederum in dem bereits im Alten Testament  (Jos 10,12 ) genannten Tal von Ajalon liegt. Der Artname ehrt den israelischen Naturforscher Chanan Dimentman.

## Ökologie
Die Ajalon-Höhle bildete bis zu ihrer Freilegung ein von der Außenwelt abgeschlossenes Ökosystem, in das wegen einer darüber liegenden und Dutzende Meter starken Kalksteinschicht weder Wasser noch organisches Material von der Oberfläche eindringen konnte. Die Höhle besteht neben einer Anzahl von Gängen aus einer großen Kammer mit einem See, in dem sich salzhaltiges Grundwasser mit einer hohen Konzentration von Schwefelwasserstoff befindet. Das Ökosystem der Ajalon-Höhle basiert auf der von großen Mengen schwefeloxidierender Bakterien produzierten Biomasse. An Höhlentieren fand man neben Ayyalonia dimentmani lebende Populationen von Krebstieren, Fischchen und Springschwänzen, sowie etwa dreißig leere Hüllen des Skorpions Akrav israchanani.